# Diana (1859)
El bergantín Diana fue un buque mercante argentino que actuó como transporte durante la Guerra entre la Confederación Argentina y el Estado de Buenos Aires.

## Historia
Reiniciado el conflicto armado entre la Confederación Argentina y el Estado de Buenos Aires, el bergantín (o bergantín goleta) Diana fue uno de los buques utilizados para transportar pertrechos al ejército nacional.
Mientras transportaba artillería para la Confederación, el 3 de julio de 1859 fue detenido en aguas del río Paraná por la escuadra rebelde encabezada por el vapor General Pinto, que el día anterior había forzado el paso del Rosario.
Mientras la escuadra porteña se dirigía hacia Paraná estableciendo con éxito el bloqueo, el Diana fue enviado a Buenos Aires y utilizado desde mediados de julio de 1859 hasta principios de 1861 como buque carbonero de la escuadra porteña, fecha en que se devolvió a sus dueños.